# Everett Dirksen
Everett McKinley Dirksen (4 de janeiro de 1896 – 7 de setembro de 1969) foi um político republicano dos Estados Unidos, pelo estado de Illinois. Ele foi um dos líderes do seu partido na Câmara dos Representantes (1933–1949) e no Senado (1951–1969) e ganhou destaque nos anos 60, quando ajudou a passar a Lei dos Direitos Civis de 1964. Ele também, como um fervoroso anticomunista, apoiou a Guerra do Vietnã.

## Biografia
Membro do Partido Republicano, ele representou Illinois na Câmara dos Representantes dos Estados Unidos e no Senado dos Estados Unidos. Como líder da minoria no Senado de 1959 a 1969, ele desempenhou um papel altamente visível e fundamental na política da década de 1960. Ele ajudou a escrever e aprovar a Lei dos Direitos Civis de 1964 e a Lei dos Direitos Civis de 1968, ambas peças legislativas marcantes durante o Movimento dos Direitos Civis. Ele também foi um dos maiores apoiadores do Senado na Guerra do Vietnã. Orador talentoso com estilo floreado e voz de barítono notavelmente rica, seus discursos extravagantes fizeram com que seus detratores se referissem a ele como "The Wizard of Ooze".
Nascido em Pekin, Illinois, Dirksen serviu como oficial de artilharia durante a Primeira Guerra Mundial e abriu uma padaria após a guerra. Depois de servir na Câmara Municipal de Pekin, ele ganhou a eleição para a Câmara dos Representantes em 1932. Na Câmara, ele foi considerado um moderado e apoiou grande parte do New Deal; ele se tornou mais conservador e isolacionista com o tempo, mas voltou atrás para apoiar o envolvimento dos Estados Unidos na Segunda Guerra Mundial. Ele ganhou a eleição para o Senado em 1950, derrubando o líder da maioria no Senado, Scott W. Lucas. No Senado, ele favoreceu políticas econômicas conservadoras e apoiou o internacionalismo do presidente Dwight D. Eisenhower. Dirksen sucedeu William F. Knowland como líder da minoria no Senado depois que este se recusou a buscar a reeleição em 1958.

Como líder da minoria no Senado, Dirksen emergiu como uma figura nacional proeminente do Partido Republicano durante os anos 1960. Ele desenvolveu um bom relacionamento de trabalho com o líder da maioria no Senado Mike Mansfield e apoiou a forma como o presidente Lyndon B. Johnson lidou com a Guerra do Vietnã. Ele ajudou a quebrar a obstrução sulista da Lei dos Direitos Civis de 1964. Enquanto ainda servia como líder da minoria no Senado, Dirksen morreu em 1969.